# Pseudaphya ferreri
Pseudaphya ferreri е вид лъчеперка от семейство Попчеви (Gobiidae), единствен представител на род Pseudaphya.

## Разпространение
Видът е разпространен в Босна и Херцеговина, Египет (Синайски полуостров), Израел, Испания (Балеарски острови), Италия (Сицилия), Монако, Палестина, Словения, Франция, Хърватия и Черна гора.